# 元藤燁子
元藤 燁子（もとふじ あきこ、1928年9月22日 - 2003年10月19日）は、舞踏家。（本名：元藤明子）、土方巽記念資料館館長、アスベスト館館長。

## 略歴
東京生れ、1936年、礼儀見習い奉公のため奉公していた隣家の斎藤実内大臣（前海軍大将）の私邸（四ツ谷仲町3丁目44）で、二・二六事件に遭遇している。実践女子大学卒、日本大学芸術科卒、石井みどり舞踏研究所入所、小牧正英バレエ団入団。津田近代舞踊学校（津田・元藤近代舞踊研究所）の主宰者（津田信敏、1910-1984）との結婚を経て、1968年「暗黒舞踏」創始者である土方巽（1928-1986）と再婚した。
1952年、元藤は津田信敏近代舞踊学校（津田・元藤近代舞踊研究所）を目黒区下目黒（現・中町)に設立した（後のアスベスト館）。同地はかつて好善社が経営していた「慰廃園」と呼ばれるハンセン病療養所の跡地だった。
1955年、ウィーン国際舞踊コンクールに出演、第4位に入賞。1959年、土方巽が津田近代舞踊学校を訪れ、元藤燁子と出会った。同年7月には、三島由紀夫が来訪し、土方巽らの稽古を見学している。
1960年7月、土方巽の初リサイタル、《土方巽DANCE EXPERIENCEの会》（第一生命ホール）。10月、《元藤燁子DANCE RECITAL》（草月会館ホール）、土方巽が「EMILYの薔薇」を演出した。1961年、細江英公による三島由紀夫の写真集『薔薇刑』の撮影がアスベスト館で行われた。 
1962年6月 《レダの会発足第1回公演》（アスベスト館）、土方巽作・演出。主演・元藤燁子、台本・矢川澄子、美術・野中ユリ。音楽・刀根康尚、小杉武久。アスベスト館での初めての舞踊公演。10月ジョン・ケージとデヴィッド・チュードアがアスベスト館来館、歓迎のイベントを催す。この年「アスベスト館」が土方巽の稽古場となる。 
1963年11月 〈あんま——愛慾を支える劇場の話〉（草月会館ホール）公演。土方巽作・演出・振付・出演。共演・大野一雄、大野慶人ほか。美術・風倉匠、赤瀬川原平。音楽・小杉武久。 1965年 11月 〈バラ色ダンス——A LA MAISON DE M. CIVECAWA（澁澤さんの家の方へ）〉（千日谷会堂）、土方巽演出・振付・出演。共演・大野一雄ほか。美術・中西夏之、加納光於、赤瀬川原平。ポスター・横尾忠則。音楽・小杉武久、刀根康尚。　麿赤児、つづいて唐十郎と李礼仙がアスベスト館に。 
1968年8月 《芦川羊子第１回リサイタル》（草月会館ホール）、土方巽演出・振付。美術、ポスター・中村宏。10月、〈土方巽と日本人—肉体の叛乱〉（日本青年館）、土方巽演出・振付・出演。美術・中西夏之。衣裳、小道具・土井典。ポスター・横尾忠則。 この年、土方巽と結婚。
1972年10月 〈四季のための二十七晩〉（アートシアター新宿文化）、土方巽作・演出・振付・出演。音楽・木田林松栄、佐藤康和。 
1973年9月 〈静かな家前篇・後篇〉（西武劇場）土方巽作・演出・振付・出演。美術・中西夏之、中村宏。ポスター・田中一光。音楽・佐藤康和。 
1974年10月 シアター・アスベスト館落成記念・白桃房舞踏公演〈暗黒舞踏ゑびす屋お蝶〉、土方巽作・演出・振付。出演・芦川羊子ほか。 
1976年12月 アスベスト館封印記念公演〈鯨線上の奥方〉、土方巽作・演出・振付。この公演でアスベスト館を封印し連続公演を停止する。 1984年、前夫、津田信敏が死去している。
1985年5月 アスベスト館開封記念公演〈親しみへの奥の手〉、土方巽作・演出・振付。 
1986年1月21日 土方巽死去。 翌、1987年 1月にアスベスト館に「土方巽記念資料館」を設立、元藤燁子が館長に就いた。
1989年10月 「土方巽とその周辺展——舞踏と美術の表現世界を探る」（横浜市民ギャラリー）を開催。 
1990年9月、アスベスト館が改築され、開館記念イベントとして〈アイコンとしての身体〉を開催。
1991年　アスベスト館内に（からだの学校）を設立。学校長に大野一雄。舞踏家養成ワークショップ・アイコン、写真家養成ワークショップ・コルプスをスタートさせる。 
1994年 元藤燁子が〈アバカノヴィッチへの手紙〉を構成、演出、振付。ポーランドフェスティバル参加 
1997年 12月 「美術と舞踏の土方巽展」（池田二十世紀美術館）開催。 
1998年 4月 土方巽記念アスベスト館が資料を寄託して、慶應義塾大学アート・センターに「土方巽アーカイヴ」設立される。
2000年 元藤燁子が＜FUGUE（フーガ・死者への七つの語らい）＞を構成・振付・出演。以後、毎年新作をアスベスト館で発表。 
2003年 6月 アスベスト館廃館。
10月、「肉体のシュルレアリスム　舞踏家土方巽抄」展（川崎市岡本太郎美術館）開催。
10月19日、死去。

## 著書・編集
- 『土方巽とともに』筑摩書房、1990年。ISBN 4-480-87158-6。
- 「アスベスト館通信」創刊1986年。1989年10号まで発行。